# Dennis Peiler
Dennis Peiler (* 6. April 1979) ist ein deutscher Sportfunktionär und ehemaliger Voltigierer.

## Werdegang
Dennis Peiler begann das Voltigieren im Alter von 8 Jahren auf dem Reiterhof seiner Eltern und wurde von seinem Vater Heinz Peiler trainiert. Ab Mitte der 1990er Jahre errang er national und international zahlreiche Erfolge, wobei seine Schwester Jennifer Peiler als Longenführerin seiner Erfolgspferde Duemas und Massimo agierte. Er wurde 1999 Deutscher Meister im Einzelwettbewerb der Herren und 2007 Fünfter bei den Europameisterschaften. Im Juli 2009 beendete Dennis Peiler seine Karriere im Leistungssport.
Als Fachbuchautor, Wettkampfrichter, Referent und Trainer bringt er sich weiterhin im Voltigiersport ein. Ferner gehörte er bis Anfang 2012 dem Disziplinbeirat Voltigieren des Deutschen Olympiade-Komitees für Reiterei (DOKR) an.
Peiler arbeitet seit 2004 bei der Deutschen Reiterlichen Vereinigung (FN). Er war im Bereich Öffentlichkeitsarbeit, zuletzt als Pressesprecher, tätig. Seit Mai 2012 ist er FN-Geschäftsführer Sport, Geschäftsführer des Deutschen Olympiade-Komitees für Reiterei und stellvertretender Vorsitzender der Geschäftsführung der FN. Zuvor wurde er mehrere Monate lang von seinem Vorgänger, Reinhard Wendt, eingearbeitet. Peiler begleitete erstmals bei den Olympischen Sommerspielen 2012 als Chef de Mission die deutschen Reiter.
Dennis Peiler ist promovierter Diplom-Sportwissenschaftler.

## Erfolge
Europameisterschaften
- 5. Platz: 2007

Deutsche Meisterschaften
- Gold: 1999
- Silber: 2006
- Bronze: 2008
- 4. Platz: 2005, 2009
- 5. Platz: 2000
- 6. Platz: 1998, 2002, 2004

## Auszeichnungen
- Deutsches Voltigierabzeichen in Gold
- 2008 erhielt er den von Arno Gego initiierten Academic Student Promotion Award, mit dem herausragende Bachelor-, Master- und Doktorarbeiten mit einem Preisgeld von 3.000 € ausgezeichnet werden, die einen pferdebezogenen Themenschwerpunkt aufweisen.[4]

## Publikationen
- Dennis Peiler, Christian Peiler: Optimales Voltigiertraining: 555 Übungen und Methoden vom Breiten- bis Spitzensport (2. Auflage 2006). FN-Verlag, Warendorf. ISBN 978-3-88542-452-9